# Beliševo
Beliševo (cyr. Белишево) – wieś w Serbii, w okręgu pczyńskim, w gminie Vladičin Han. W 2011 roku liczyła 55 mieszkańców.